# Paramulona baracoa
Paramulona baracoa är en fjärilsart som beskrevs av William D. Field 1951. Paramulona baracoa ingår i släktet Paramulona och familjen björnspinnare. Inga underarter finns listade i Catalogue of Life.